# МЕХ-ППВ
Поли [2-метокси-5-(2`-етил-хексилокси)-1,4-фенилен винилен] (познат и под комерицијалним називом МЕХ-ППВ) спада у групу поли пара-фенилен винилена (ППВ). Сви деривати ППВ-а, као и МЕХ-ППВ, су темељно проучавани због својих полупроводних и оптичких својстава. Ови полимери показују карактеристичне особине које их чине погодним за израду соларних ћелија.
Захваљујући асиметричним алкокси бочним гранама МЕХ-ППВ је, за разлику од већине полимера из групе ППВ-а, растворан у стандардним органским растварачима, што олакшава његову прераду и омогућава његово наношење на супстрат техником спин-коатинг (spin-coating).
МЕХ-ППВ је аморфан и његова температура остакљивања, Тg, износи oko 230 °C. Овај полимер је могуће синтетисати и до огромних моларних маса, које иду и до 1.000.000 g/mol (за средњу масену моларну масу).
Енергетски нивои у МЕХ-ППВ су 2,9 eV за ЛУМО и 5,3 eV за ХОМО, стварајући енергетски процеп од 2,4 eV.